# پترا بریانت
پترا بریانت (انگلیسی: Petra Bryant) بازیگر اهل چکسلواکی است.
وی زادهٔ شهر ریخنوف ناد کنیژنوو و بزرگ‌شدهٔ دوودلبی ناد اورلیتسی است. او از سال ۱۹۹۹ میلادی ساکن لندن است و اوقات خود را به فیلم‌سازی در انگلستان و ایالات متحده آمریکا می‌گذراند.
از فیلم‌ها یا مجموعه‌های تلویزیونی که وی در آن‌ها نقش داشته‌است، می‌توان به «به‌خاطر عشق جرج» اشاره نمود.